# Aulana L. Peters
Aulana L. Peters é uma parceira aposentada, no escritório de advocacia Gibson, Dunn & Crutcher LLP, onde era sócia ativa de 1980 a 1984, e de 1988 a 2000.